# عبد الله البطاطي
عبد الله سالم البطاطي، مقدم برنامج " الخزانة " على قناة " زاد الفضائية "، حاصل على درجة " الدكتوراه " في أحد التخصصات الشرعية.

## المكتبة
مكتبة الشيخ البطاطي التي تربو عن 100 مؤلف حوت النوادر من المطبوعات والتحقيقات وأمهات الكتب الشرعية والعلوم المساندة لها، والتي يعز وجودها في أيامنا هذه، إضافة إلى تصنيفها تصنيفا بديعا مبنيا على العلوم والفنون، ثم ترتيب كل فن بحسب وفيات المؤلفين مما يسهل الوصول إليها والانتفاع بها.
المكتبة بالنسبة للشيخ جنته في الدنيا التي إذا دخلها ينسى نفسه فيها كما يقول، فلا يفارقها إلا لعبادة أو لطعام أو نوم فقط، ولا يتهنى بالعيش والجلوس إلا تحت ظلالها وبين روائح الكتب التي تفوح منها.
بداية الشيخ في بناء المكتبة كان في سن مبكرة، وتحديدا في المرحلة الابتدائية، حيث كان من الأوائل في المنطقة الغربية لمَّا نجح من الصف السادس الابتدائى فكافأه والده الكريم بمبلغ ألف ريال فاشترى بها مجموعة من المطولات كانت هي اللبنة الأولى لخزانته العامرة، ثم صار يجمع مصروفه المدرسي والذي كان ثلاث ريالات كما يقول، (ثم ترقى المصروف إلى خمسة ريالات)، ويذهب آخر الأسبوع لشراء كتب من المكتبات حسب ما يحلو له، وسخر كل ما يتحصل عليه من مكافآت وعيديات وجوائز في اقتناء الكتب؛ خلف الله عليه خيرا.
وهكذا توالت العلاقة بين الشيخ والكتب ولم تنقطع وأصبح يسافر إلى معارض الكتب الدولية من أجل التنقيب والبحث عن نفائس الكتب وتحصيلها بحسب النفيس من المعروض، مما أكسبه خبرة تامة بالكتب وطبعاتها.
تقع مكتبته في مدينة جدة، المملكة العربية السعودية.المصدر

## مواقع التواصل الاجتماعي
- x ( تویتر سابقا ) هنا